# Heinrich Schneikart
Heinrich Schneikart (* 7. April 1929 in Wien; † 21. Februar 2008 ebenda) war ein österreichischer Kontrabassist, Komponist und Musikpädagoge.

## Leben
Heinrich Schneikart erhielt zunächst privaten Unterricht in Klavier und Violine. Danach studierte er in den Jahren von 1952 bis 1960 am Konservatorium der Stadt Wien Klavier und Violine sowie an der Universität für Musik und darstellende Kunst Wien Kontrabass, Orgel, Dirigieren und Komposition. Im Jahr 1960 legte er ebenda drei Diplomprüfungen mit vorzüglichem Erfolg ab.
Im Jahr 1959 war Schneikart Mitbegründer der Wiener Solisten, wirkte bis zum Jahr 1971 bei diesen mit und unternahm Konzertreisen durch Europa, Amerika und Asien. Im Jahr 1964 wurde er mit einem Lehrauftrag an die Universität für Musik und darstellende Kunst Wien berufen, welchen er, ab dem Jahr 1984 als ordentlicher Professor, bis zum Jahr 1997 ausübte. Im Jahr 1994 wurde Heinrich Schneikart mit dem großen Ehrenzeichen für Verdienste um die Republik Österreich ausgezeichnet.

„Der Umstand, daß ich als ausübender Instrumentalist hauptsächlich mit Kammermusikgruppen zu tun hatte, kommt in meinen Kompositionen deutlich zum Ausdruck. Darüber hinaus war ich immer bemüht, Emotion und Intellekt durch klangliche Vielfalt in geordnete Bahnen zu lenken, wobei die durch Polyphonie herbeigeführten Klänge die vorherrschende Eigenart meines Stils zu sein scheint.
Da die menschliche Psyche Schwankungen unterworfen ist und dadurch die eine oder andere Stimmung gelegentlich mehr in den Vordergrund rückt, wäre es falsch, aus einem einzigen Werk einen bestimmten dominierenden Charakterzug des Komponisten heraushören zu wollen. „Alles ist in Bewegung“ heißt es - und das gilt auch im besonderen Maße für die Kunst.“

## Werke
- Toccata für Klavier – für Klavier solo[3]
- Adagio für Streichorchester – Bearbeitung des 2. Satzes aus dem 1. Streichquartett[3]
- Sechs Choralvorspiele für Orgel – für Orgel solo (1956)[3]
- Erstes Streichquartett – für zwei Violinen, Viola und Violoncello (1957)[3]
- Choralfuge für Streichorchester – Geistliche Orchestermusik (1964)[3]
- Aphorismen für Streichorchester (1965)[3]
- Musik im alten Stil für Streicher – für Kammerorchester (1966)[3]
- Ein musikalischer Scherz – für Kammerorchester (1966)[3]
- Pentatonium für Kammerorchester – für zwei Oboen, zwei Hörner und zwei Streicher (1967)[3]
- Pentatonium für Orchester – für drei Trompeten, zwei Flöten, zwei Oboen, zwei Klarinetten, zwei Fagotte, zwei Hörner, zwei Posaunen, Tuba und Streicher (1967)[3]
- Rossini-Variationen – für Streicher-Quintett zwei Violinen, zwei Violen und Violoncello (1969)[3]
- Fünf Stücke für Solo-Violine (1970)[3]
- Zweites Streichquartett – für zwei Violinen, Viola und Violoncello (1972)[3]
- Vier Stücke für Kontrabass und Klavier (1974)[3]
- Klangbilder für Orchester – für großes Orchester (1977)[3]
- Elegie – für Kammerorchester mit zwei Oboen, zwei Hörner und Streicher (1981)[3]
- Trio für Flöte, Gitarre und Kontrabass (1981)[3]
- Choral „Wir wollen Gott für alles danken“ (1983)[3]
- Fantasie über das französische Volkslied „Le Roy a fait battre tambour“ – für Orgel solo (1990)[3]
- Variationen und Fuge über den phrygischen Choral „Aus tiefer Not“ für Orgel – für Orgel solo (1991)[3]
- Paraphrase über den „Radetzkymarsch“ – Oktett für zwei Violinen, Klarinette, Fagott, Horn, Viola und Violoncello (1992)[3]
- Duo Violoncello und Klavier – Duo für Klavier und Violoncello (1994)[3]
- Choralpartita für Orchester – (Wir wollen Gott für alles danken) für drei Hörner, zwei Flöten, zwei Oboen, zwei Klarinetten, zwei Fagotte, zwei Trompeten, zwei Posaunen, Tuba und Streicher  (1996)[3]
- Choralpartita für Orgel – (Wir wollen Gott für alles danken) Solo für Orgel (1996)[3]